# Götz Fehr
Götz Fehr (* 8. November 1918 in Budweis, heute České Budějovice; † 9. März 1982 in Bonn) war ein deutscher Rotkreuz-Aktivist, Kulturvermittler und Sachbuchautor. Er hatte hohe Funktionen innerhalb des DRK inne, war Direktor der Goethe-Institut-nahen Organisation Inter Nationes und als Autor auf seine Heimat Böhmen spezialisiert.

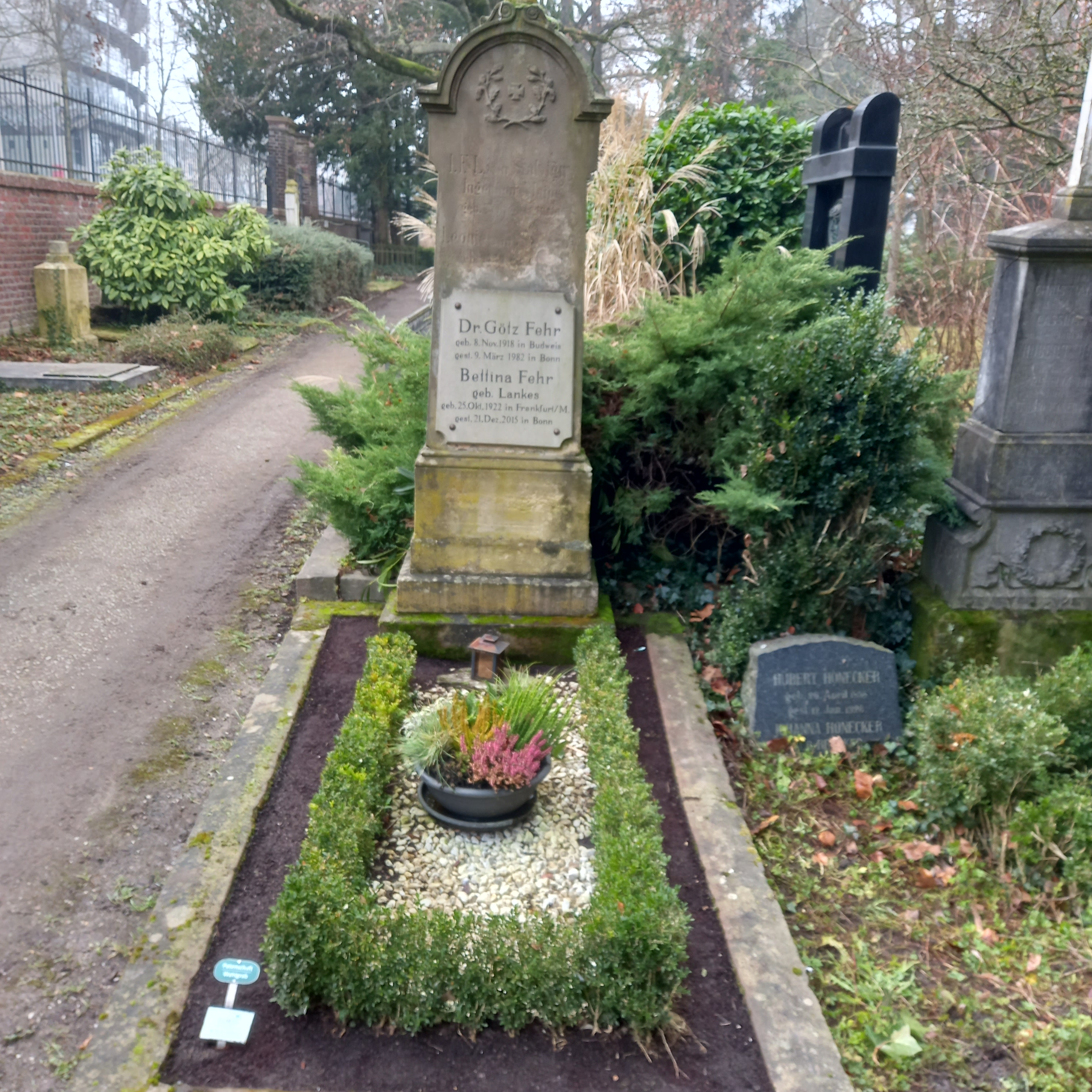
Das Grab von Götz Fehr und seiner Ehefrau Bettina geborene Lankes auf dem Alten Friedhof in Bonn

## Leben
Götz Fehr, im November 1918 im südböhmischen Budweis geboren, studierte von 1939 bis 1943 Geschichte, Früh- und Vorgeschichte, Deutsche Literatur sowie Kunstgeschichte an der Prager Karls-Universität. 1961 erschien seine überarbeitete Dissertation Benedikt Ried. Ein Baumeister zwischen Gotik und Renaissance im Münchener Callwey-Verlag. Nach München hatte es seine Familie nach der Vertreibung aus der Tschechoslowakei verschlagen.
Von 1950 bis 1962 war er Mitglied des Präsidiums des Deutschen Roten Kreuzes (DRK) beziehungsweise Direktor des Jugendrotkreuzes. Im Jahr 1962 wechselte er zu Inter Nationes e. V. nach Bonn. Von 1968 bis zu seiner Pensionierung 1979 war er dessen Direktor. In dieser Funktion war er nicht unumstritten. Die Vortragsthemen im Rahmen seiner Tätigkeit lauteten beispielsweise: Probleme der deutschen Kulturpolitik oder Die deutsche Kulturarbeit im Ausland.
Fehr war außerdem von 1979 bis zu seinem Tod 1982 Präsident der Stiftung Ostdeutscher Kulturrat. Die kulturelle Verbundenheit mit den ehemaligen deutschen Ostgebieten darzustellen und zu pflegen ist auch das Anliegen des Adalbert Stifter Vereins in München, dem Fehr ebenfalls von 1979 bis 1982 als Präsident vorstand. Seiner böhmischen Heimat widmete er einige Buchpublikationen.
Fehr war Ehrenprofessor der Universidad Nacional de Jujuy in San Salvador, Argentinien.

## Auszeichnungen
- Verdienstorden des deutschen, niederländischen und griechischen Roten Kreuzes
- Ehrenzeichen der Republik Österreich
- Verdienstorden „Andrés Bello“ der Republik Venezuela

## Veröffentlichungen (Auswahl)
- Wie arbeitet das Jugendrotkreuz? Handbuch für den Erzieher (= DRK-Schriftenreihe; Nr. 1). Herausgegeben vom DRK-Generalsekretariat. DRK-Generalsekretariat, Bonn 1951.
- Benedikt Ried. Ein deutscher Baumeister zwischen Gotik und Renaissance in Böhmen. Callwey, München 1961.
- Architektur. In: Die Kunst der Donauschule 1490–1540. [Katalog zur] Ausstellung des Landes Oberösterreich, Linz 1965, S. 202–216.
- Geschichte der Menschlichkeit (= DRK-Schriftenreihe; Nr. 34). Präsidium des Deutschen Roten Kreuzes, Bonn 1966.
- Prag. Geschichte und Kultur. Text von Götz Fehr. Fotos von Werner Neumeister. Rembrandt Verlag, Berlin 1967.
- Tschechoslowakei (= Ein Umschaubildband). 72 Aufnahmen von Werner Neumeister u. a., Texte von Götz Fehr. Umschau-Verlag, Frankfurt am Main 1969.
- Petr und Annetka leben in der Tschechoslowakei (= Kinder-Europa-Reihe). Liselotte und Armin Orgel-Köhne fotografierten Land und Leute. Reinhard Strecker erzählt von seinen Begegnungen. Götz Fehr berichtet über die Geschichte. Klopp, Berlin 1969.
- (mit Werner Rehfeld:) Deutschland. Eine Dokumentation in Bildern aus zwei Jahrtausenden politischer und kultureller Entwicklung. Bruckmann, München 1970, ISBN 3-7654-1296-1.
- (als Herausgeber:) Deutschland farbig. Brönner, Frankfurt am Main 1971.
- Freiheit, die ich meine. Eine Bildgeschichte demokratischer Entwicklung. Bruckmann, München 1973, ISBN 3-7654-1540-5.
- Schönes Deutschland = Beautiful Germany = La belle Allemagne. Text von Götz Fehr. Farbfotos von Wilhelm Hinkel und C. L. Schmitt. Umschau-Verlag, Frankfurt am Main 1977, ISBN 3-524-00596-9 (ab 2. Auflage 1979: ISBN 3-524-63019-7).
- Fernkurs in Böhmisch. Grindliche und gewissnhafte Ajnfírung in špráchliche und kulináriše Špecialitétn inklusive Begegnung mit Land, Lajtn und Fíchern, Anlajtung fír Grussformen und gepflégtes Geblédel sowí Špruchwajshajt, und cum Šluss noch Berátung in Sajtenšpringerln, Menčnkentnis und Gelassnhajt gégníber historišn Wexlfelln. Mit Zeichnungen des Autors. Hoffmann und Campe, Hamburg 1977, ISBN 3-455-01950-1.
- Prag, Stadt an der Moldau. Geschichte, Kunst, Kultur. Callwey, München 1979, ISBN 3-7667-0465-6 (ab 2. Auflage 1986: ISBN 3-7667-0825-2).
- Böhmisches Kursbuch was handelt fon Bummlzígen, Expresszígen, Šnellzígen ... Mit Illustrationen des Autors und einem Nachwort von Gabriel Laub. Hoffmann und Campe, Hamburg 1984, ISBN 3-455-01951-X (Taschenbuchausgabe 1999 im Insel-Verlag u.d.T.: Böhmisches Kursbuch. Einführung in die böhmische Sprache und Lebensweise.)

Sowie Mitarbeit an weiteren Veröffentlichungen.